# Революція парасольок

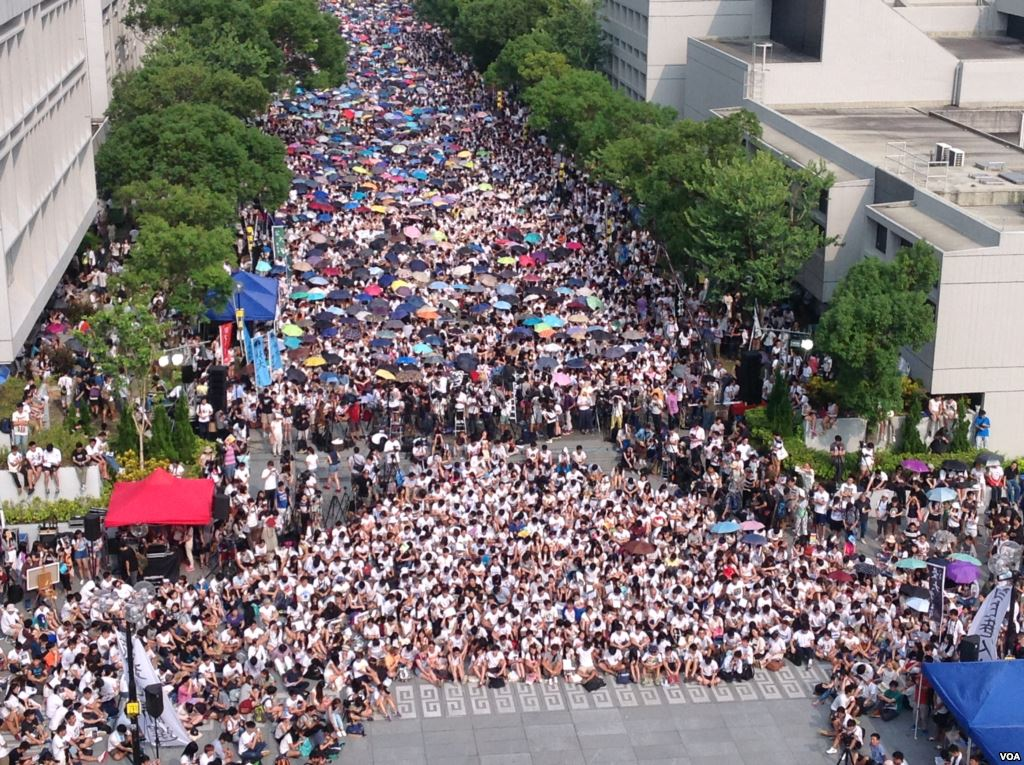
Гонконзькі студенти коледжу протестують 23 вересня 2014

Революція парасольок (кит.: 雨伞革命 / 雨傘革命; також — «Парасолькова революція», в Україні — Гонконзький «Майдан») — протести в Гонконгу, колишній британській колонії, яка нині має особливий статус у Китаї, наприкінці вересня 2014 року проти планів китайського уряду фільтрувати кандидатів на гонконзьких виборах 2017 року. Протести розпочались в неділю 28 вересня. Лідером протестного руху став 17-ти річний студент Джошуа Вонг та професор Університету Гонконгу — Бенні Тай. Постійний комітет Китаю зажадав від Комітету з призначень попереднього схвалення до трьох кандидатів на виборах в Гонконгу, перш ніж розпочати голосування за участю населення в цілому. Після цих виборів, виконавчий голова обраний таким чином, повинен буде формально призначатися центральним урядом, перш ніж офіційно зайняти пост. У рішенні також йдеться, що «виконавчий голова повинен бути людиною, яка любить країну і любить Гонконг.» Ці вимоги вважаються про-демократичними активістами як потенційне порушення китайсько-британської спільної декларації, в якій говориться, що головний виконавчий орган в результаті повинен бути обраний за допомогою виборів, і Основний закон Гонконга, який далі уточнює, що має бути реалізовано для цього вибору загальне виборче право.
Це не Кольорова революція. Це рух Гонконгців щоб отримати політичні права. (Бенні Тай на мітингу проти насилля)
Проєкт Китаю було відхилено, протестувальники перемогли.

## Етимологія
Коли Occupy Central with Love and Peace заявило про запуск своєї кампанії, багато протестувальників вийшло, щоб підтримати студентів. Крім того, «окупаційна» фаза кампанії не були організовані ні Федерацією студентів, ні Occupy Central with Love and Peace, а самою громадою Гонгконгу. Термін «Occupy Central» офіційно використовується урядовими і про-Китайськими комуністичними речниками Китаю.

### Символи протесту
Назву Парасолькова Революція запровадив Адам Коттон із Нью-Йорка у Твітері 26 вересня для опису гонконзького протесту і потім її поширили західні ЗМІ, описуючи велику кількість протестувальників, що використовували різнокольорові яскраві парасольки, щоб захистити себе від перцевого аерозолю і сльозогінного газу. Також, активісти вдягають на одяг жовту стрічку, — як символ свого протесту і розміщують символи з парасольками і жовтою стрічкою у соціальних мережах. Ці символи вже встигли досягти Тайваню, що вболіває за демократичних активістів Гонгконгу. У свою чергу, опоненти — «анти-окупанти» носять на собі сині та блакитні стрічки.

## Передумови
В спільній декларації Китаю і Британії 1984 року, Британія і Китай домовилися про те, що суверенітет Гонконга передається від Великої Британії до Китаю в 1997 році. Основний закон Гонконга ратифіковано 1990 року на хвилі жаху від кровопролиття на площі Тяньаньмень у 1989 році. Ця «міні-конституція» Гонконгу мала набути чинності 1997 року в день передачі суверенітету Китаю. Там вказано, що лідер Гонконгу, Головний виконавчий, буде зрештою обраний шляхом загального виборчого права. Тоді Гонконг був колонією Великої Британії до 1997 року, коли Британія передала його Китаю за формулою «одна країна, дві системи». Ця формула передбачала, що Гонконг матиме широкі права і свободи у сферах, що не стосуються зовнішньої політики й оборони. Проте офіційний Китай перед виборами 2017 року вирішив допускати до виборів лише тих кандидатів, які будуть узгоджені з Пекіном.
У намаганнях забезпечити ідеологічний контроль влада Китаю спробувала запровадити в школах Гонконгу уроки патріотизму. Ці намагання сприймались в Гонконзі як спосіб пропаганди ідеології Комуністичної партії Китаю і «обілення» таких подій, як розстріл протестувальників на площі Тяньаньмень в 1989 році, а також голод в період правління Мао Цзедуна. 8 вересня 2012 року — в результаті численних протестів — уряд Китаю від цих планів змушений був відмовитись.
1 липня 2014 — в річницю передачі Гонконгу Китаю — пройшов щорічний багатотисячний марш з вимогою обирати своє керівництво загальним прямим голосуванням. Надвечір кілька сотень маніфестантів залишилися в діловому кварталі міста і влаштували там сидячу акцію протесту. Під ранок наступного дня поліція заарештувала понад 500 протестувальників.

### Постійний комітет рішень щодо реформ виборчої системи
31 серпня 2014 року на десятій сесії Постійного комітету дванадцятих Всекитайських зборах «народних» представників були встановлені обмеження для законодавчої ради 2016 рокуі виборів головного виконавчого директора 2017 в Гонконгу. Закликаючи до «загального виборчого права» для усієї території Китаю, рішення накладає стандарт, що «головним виконавчим повинна бути людина, яка любить країну і любить Гонконг» і вимагає, щоб «спосіб вибору голови виконавчої влади на основі загального виборчого права повинен надати відповідні інституціональні гарантії для цієї мети». Рішення свідчить, що для виборів 2017 — виконавчої голови, Комітету з призначень, подібно нинішній системі виборчої комісії, повинні висунути 2:58 кандидатів, кожен з яких повинен отримати підтримку більше половини членів комітету з призначень. Після загальних виборів одного з висунутих кандидатів, головний виконавчий обранець «має бути призначений Центральним народним урядом Китаю.» Процес формування Законодавчої ради 2016 буде без змін, але після нового процесу для обрання глави виконавчої влади, нової системи обрання Законодавчої ради через загального виборчого права буде розроблено із цілковитим контролем та схваленням Пекіну.
У той час як Лі Фей, заступник генерального секретаря Комітету, повідомив, що процедура буде «захищати широку стабільність Гонконгу зараз і в майбутньому». Демократичні мешканці вважають, що це рішення є зрадою принципу «одна людина — один голос», чого вони і боялися; що кандидати, які вважаються невідповідними для пекінської влади, не матимуть жодного шансу на висування взагалі. Рішення Постійного комітету встановлюється як основа для реформи виборчого створення Законодавчою радою, хоча Демократична партія законодавчі члени якої, вже пообіцяли «ветувати цю огидну пропозицію.» У відповідь, Occupy Central оголосила, що вона буде організовувати протести громадянської непокори. Одночасно, Федерація студентів Гонконгу і спільнота активних студентів Scholarism влаштували скоординований бойкот класу та організували масові мітинги і вуличні зібрання.

## Класний бойкот
Студентська організація «Scholarism» організувала демонстрацію біля Центральної урядової установи, де вже були побудовані владою барикади, і з 13 вересня 2014 року протестувальники носили жовту стрічку і з зав'язаними очима з червоної тканини заявили про класний бойкот 26 вересня у відповідь владі широким рухом класного бойкоту.
26 вересня, сотні протестувальників піднялися по парканах Громадської площі і намагалися знести металеві бар'єри навколо сцени прапора. Поліція була мобілізована до «Civic Square» і конфліктувала з протестувальниками. Після півночі, організатори офіційно оголосили про початок громадянської непокори.

## Рушійні сили
Переважну більшість протестувальників становлять студенти. Після жорстокого розгону до них почали приєднуватися їхні родичі, навіть дідусі та бабусі.

## Перебіг подій

### Події перед початком Революції
22 вересня о 14.00 за місцевим часом Федерація студентів Гонконгу і Scholarism з тисячами студентів зібралися в кампусі Китайського університету Гонконгу на сидячу демонстрацію. До студентського протесту також приєдналися близько 400 викладачів вузів. Активісти звинуватили центральну владу КНР в тому, що та порушила свої власні обіцянки. За заявами студентських профспілок, цей страйк є лише початковим етапом тижневої кампанії громадянської непокори. Багато хто з протестантів прийшов у білих футболках з пов'язаними на них жовтими стрічками.
Увечері 26 вересня декілька сотень демонстрантів порушили бар'єр безпеки і увійшли в парадну площу перед Урядовим комплексом, який було відгороджено від громадян з липня 2014 року, і співробітники оточили протестувальників у внутрішньому дворі, обмежили їхній рух на цілу ніч, і зрештою, примусово витіснили їх наступного дня. Протестувальники були заарештовані поліцією і деякі, в тому числі лідер протесту, студент Джошуа Вонг, були тимчасово затримані. Occupy Central оголосили, що вони відразу ж починають свою кампанію громадянської непокори.

### 26–27 вересня

#### Перший наступ
В 12:45 ранку 27 вересня, внутрішні війська були мобілізовані, щоб оточити близько 100 протестувальників в центрі «Civic Square», тобто привокзальній площі в східному вході в Центральні урядові установи. Спочатку поліція дозволяла протестувальникам піти добровільно, якщо вони мають при собі посвідчення особи. Тих, хто лишився, силою забирали по чотири поліціянтів на одного активіста. В інтерв'ю 29 вересня з радіопрограмі «В ясний день», Джошуа Вонг Чі-Фун повідомив, що десять поліціянтів забрали його. Протестувальники на площі включали в себе колишніх студентів та їхніх батьків, а також представників студентських організацій. В 1:20 поліціянти застосували сльозогінний газ до натовпу біля Законодавчої ради, де були деякі учні середніх шкіл, які отримали поранення. Жінка із заблокованої площі хотіла піти до туалету, але її прохання було відхилене поліцією. Представники Scholarism зажадали, щоб цю проблему допомогла вирішити поліціянтка, але безрезультатно[джерело?]. Жінка повинна була мочитися на площі в той час як інші протестувальники закрили її парасольками. За добу з вечора 26 по вечір 27 вересня 13 чоловік були арештовані, включаючи організатора Scholarism Джошуа Вонг Чі-Фуна.

#### Другий наступ
О 1:30 вечора поліція розпочала другий наступ на демонстрантів, в ході якого 48 чоловіків і 13 жінок у віці від 17 до 58 років були заарештовані за «захоплення державних приміщень та незаконні збори». Звинувачення були пізніше спростовані ЗМІ та організаторами: «Урядові приміщення» насправді є закладами відкритого громадського простору, а зібрання було схвалене Центральною районною поліцією. 27-річний чоловік був заарештований за зберігання наступальної зброї. Всі заарештовані були затримані в поліцейському коледжі в Вонг Чук Ханг. Представник поліції заявив, що зібрання поза Центральним урядовим комплексом на Тіма Mei авеню є незаконним, і порадив громадянам не брати участь в зборах, проходити повз або не наближатися до цієї області громадської окупації. Заарештовані демонстранти були звільнені близько 9 вечора, в тому числі законодавчий радник Леунг Квок-хун і деякі члени «HKFS». Але представники «HKFS» Алекс Чоу Юн-Кан та Лестер Шум все ще затримані. Пізніше поліція оприлюднила інформацію, що було затримано в цілому 74 людини у віці від 16 до 58 років.
Через протести в КНР заблоковано соціальну мережу Instagram.

#### Блокада мосту

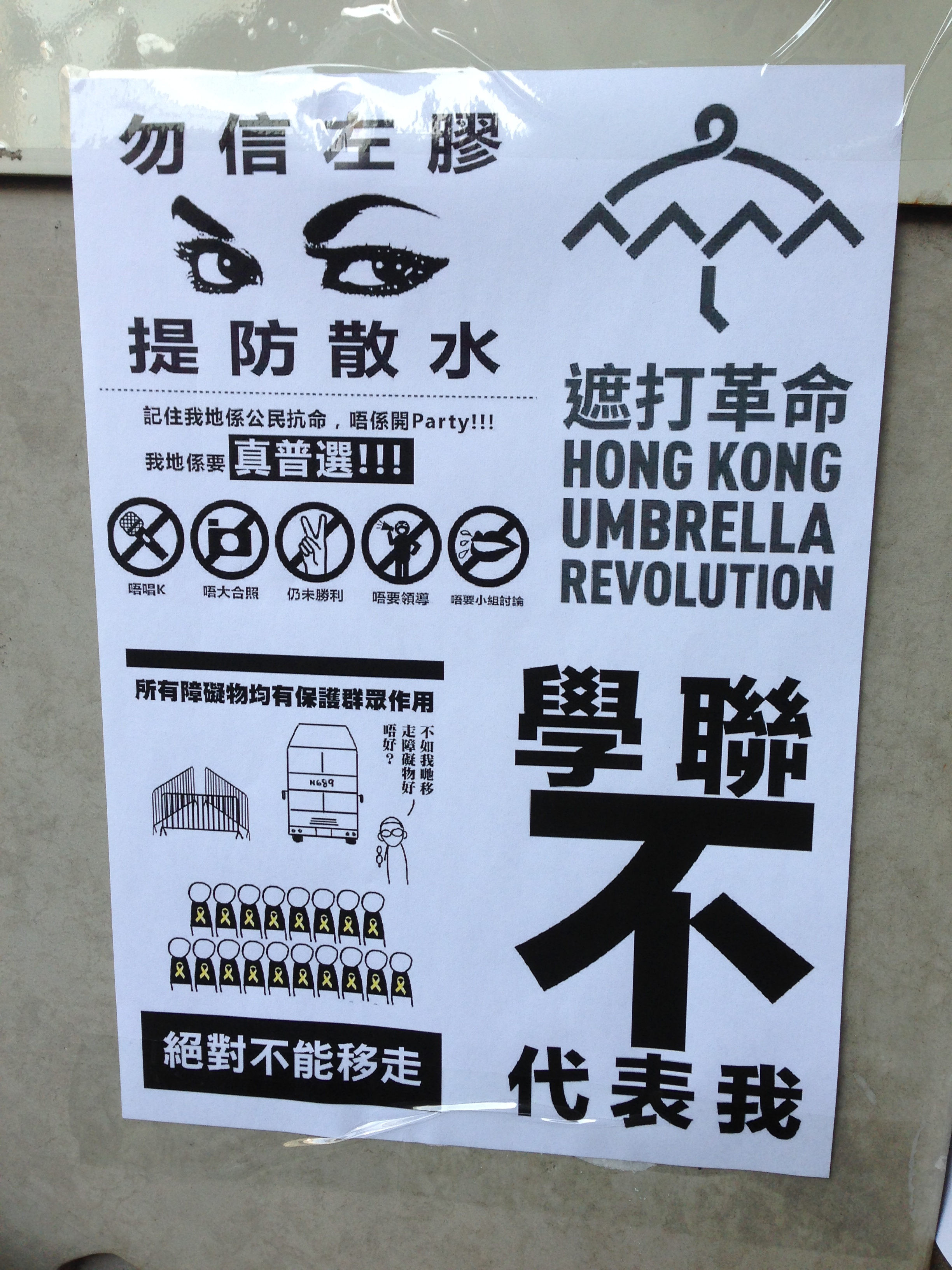
Плакат із зазначенням назви протестів Парасолькова революція

В 7:30 вечора, поліція з довгими щитами відтіснила протестувальників з парканів меж CITIC Tower, а також їхні виходи до башти та пішохідного мосту Сполученого Центру. Громадяни з видом на міст підійняли руки перед поліцією. Влада потім швидко розігнала людей, що сиділи на землі; деякі були насильно схоплені за руки і потягнуті геть. Організатори підтвердили, що поліція вже видала повідомлення про відсутність заперечень щодо затвердження збору громадян, проте ще до одинадцятої години вечора поліція нахабно порушила цю угоду.

#### Виникнення конфліктів

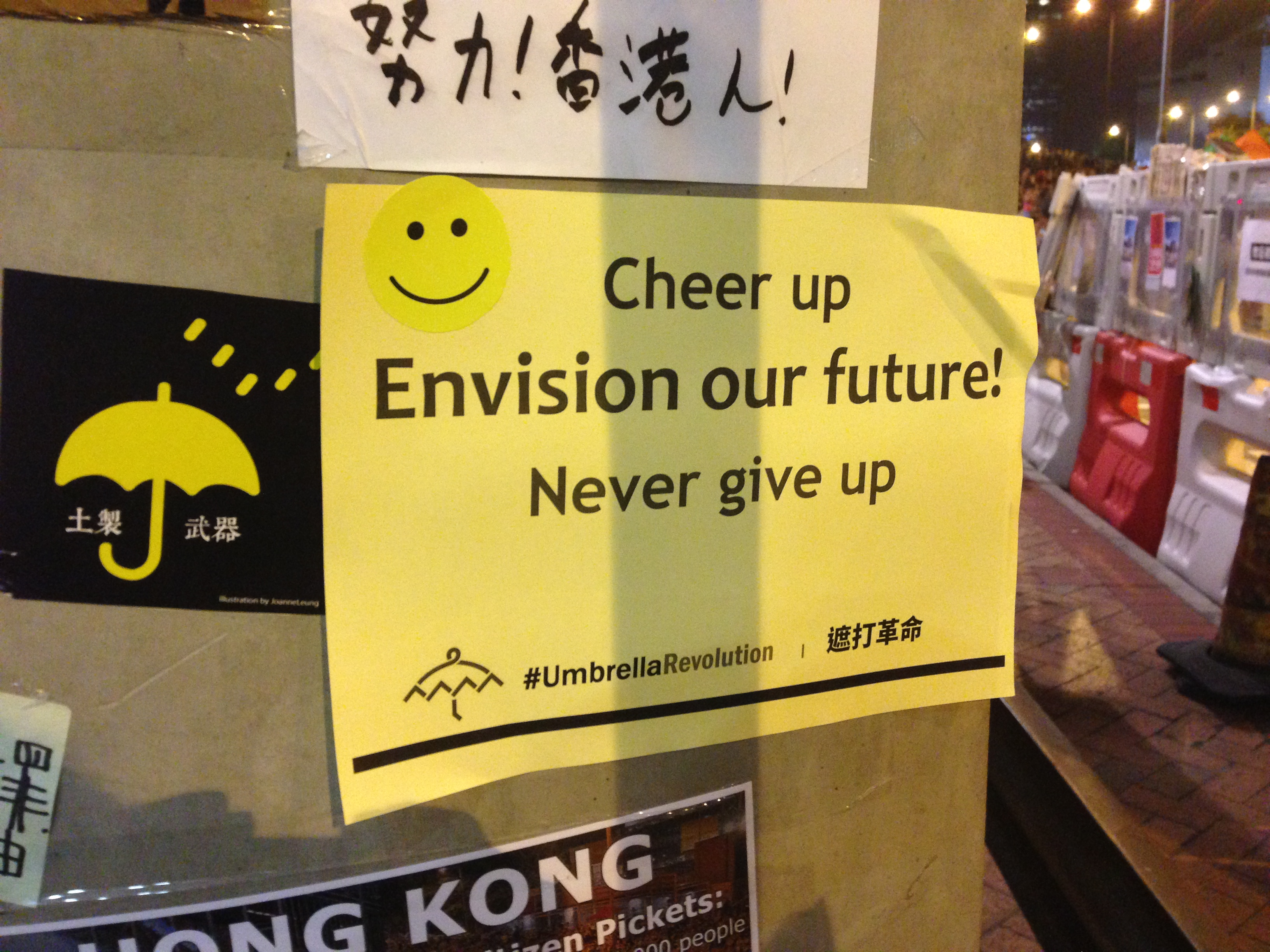
Слова протестувальників

В 9:48 вечора, поліція підійняла червоний прапор попередження на Тіма Mei-авеню, протестувальники вимагали відкриття владою доріг. Між тим, потоки громадян також почали прибувати до Центрального урядового комплексу. Вони пішли туди через пішохідний міст за межами Адміралтейського центру, і сперечалися з поліцією щодо відкриття доріг на низхідному ескалатору. Крім того, поліція неодноразово транслювала повідомлення, що Тім Мей Авеню був заблокований в результаті «перенасичення натовпом», і вони були вимушені викнути їх розгортання. Хаос зберігся, і конфлікти спалахують в Тім Мей-авеню, Перформенс Артс Авеню, Центральному Адміралтействі, пішохідному містку та інших місцях.
В 10:20 вечора, протестувальники сіли на Перформенс Артс Авеню, намагаючись запобігти проникненню поліцейських машин. Але автомобілі все ж увірвалися, і протестувальники негайно кинулися на фронт в бій, щоб зупинити їх. Поліція сформувала ланцюг, щоб дозволити автомобілям проїхати. Серед цього хаосу поліція підійняла жовтий прапор і протестувальники підійняли руки у відповідь.
В 11 вечора, черга на проспекті Тіма Mei подовжилася до Академії виконавських мистецтв Гонконгу. Близько 700 осіб зібралися у центрі Адміралтейського мосту. Жодна дорога не була відкрита. Деякі з протестувальників навіть почали лежати на землі в Фенвік Паєр Стріт, щоб зупинити поліцейські машини від проникнення в Тім Мей-авеню. Протестувальники, вдягнені в помаранчеве, на парканах сперечалися з поліцією в 10:30 вечора. Пізніше поліція оголосила відступ фронту оборони, отримавши вибух аплодисментів від протестувальників.

### 28 вересня

#### Початок Occupy Central
28 вересня о 1:30 ранку, Бенні Тай, один з ініціаторів Occupy Central-руху, що був на Тіма Mei Авеню поза Урядовим комплексом, оголосив офіційний старт Occupy Central, і що кампанія розпочинається тут же і одразу з Урядового комплексу. Це означало початок руху, який був розголошений на 1 рік і 8 місяців. Дві вимоги Руху Occupy Central були такими: негайне виведення з рішення про політичну реформу Національного народного конгресу Постійного комітету, і негайне проведення консультацій з громадськістю з цього питання. Протестувальники, які прийшли на підтримку студентської ініціативи, тепер мали сумніви з приводу подальшої Окупації. Прихильники вважали, що широкий успіх зібрання відкрили прекрасну можливість, щоб наполягати на Occupy Central. Противники, однак, висловив думку, що природа студентського протесту під керівництвом кампанії змінилася.
Близько полудня 28 вересня, протестувальники пройшли маршем по Харкорт-роуд і розпочали займати проспект Квінсвей, блокуючи таким чином обидві магістралі на півночі острова Гонконг. Після кількох годин протистояння поліція спробувала розігнати натовпи за допомогою таких засобів, як перцевий аерозоль, сльозогінний газ, і водомети, і попередила, що буде відкрито вогонь гумовими кулями, якщо протестувальники не підуть геть. Через такі дії влади ще більше прихильників приєдналися до протесту після застосування сили, внаслідок чого влада відкликала поліцію.
В той же день стало відомо, що принаймні 34 людини було поранено в протестах цього дня. Чиновники також попросили протестувальників покинути окуповані території, хоча і не всі з них виконали це.

### 29 вересня

#### Альянс протестуючих у Харкорт-роуд
29 вересня департамент освіти Гонконгу оголосив, що школи в центральному та західному районах міста будуть закриті.

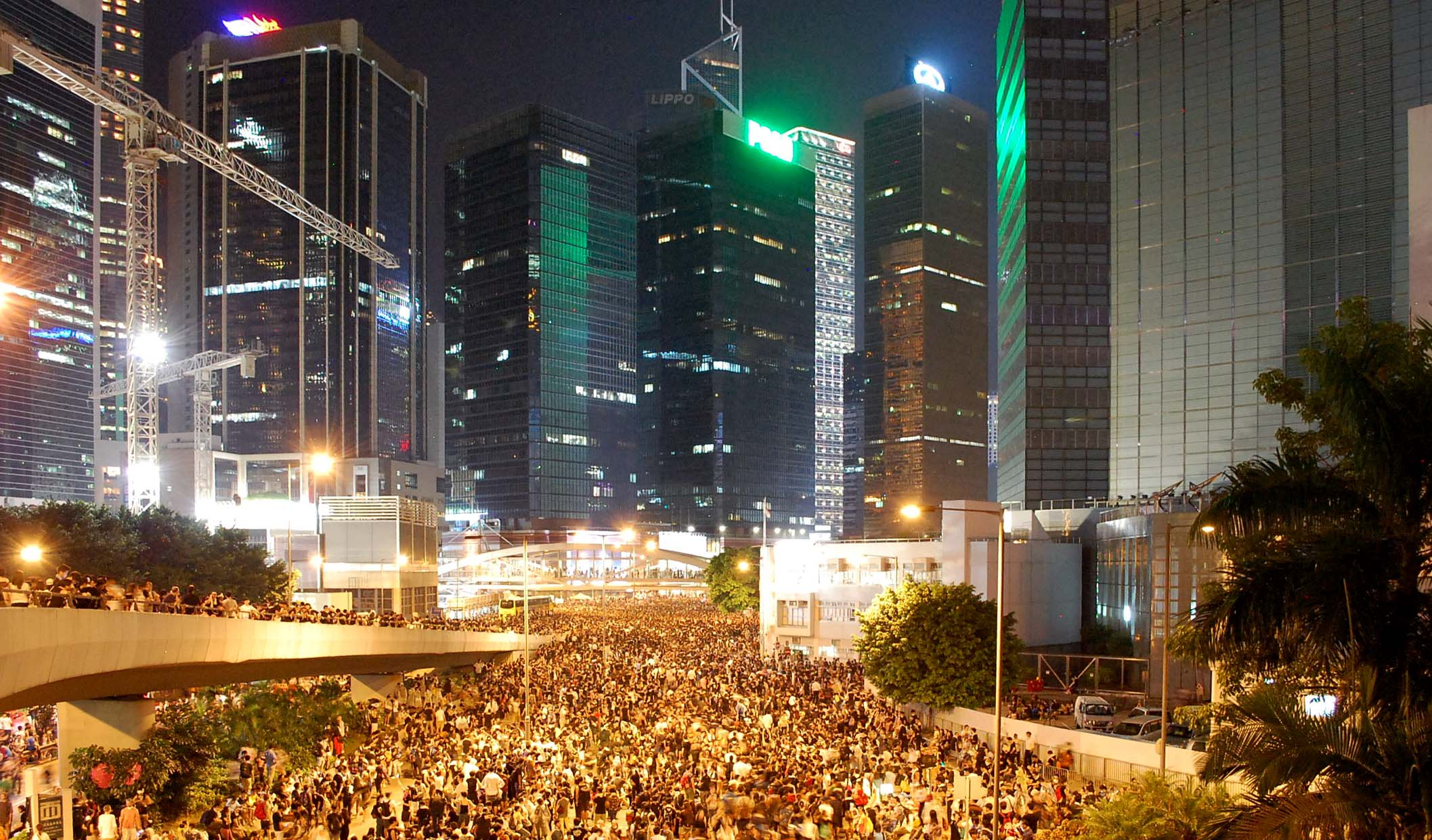
Протествальники займають Харкорт-роуд 29 вересня

Вранці 29 вересня поліція перекрила дороги і мости, що входять в Тім Мей Авеню. Лідери протесту закликали громадян прийти до Адміралтейства задля «анти-оточення» поліції
Побачивши пряму трансляцію студентів в мережі, протестувальників і в оточенні поліції і, побачивши численні повідомлення у Facebook із проханням про допомогу, тисячі громадян за лічений час увірвалися попри блокаду транспорту та вулиць до Родні стріт, яка знаходиться на протилежній стороні Харкорт-роуд і Лайт Ваі роуд. Вони вимагали від поліції, щоб ті розчистити шлях і дали змогу долучитися до інших протестувальників.
В 4:00 дня, поліцейські сили почали переслідувати протестувальників на чолі з Civic Passion в Родні-стріт. Між тим у Перформінг Артс Авеню, протестуючі прорвали міліцейську лінію оборони в Харкорт-роуд і тисячі протестувальників величезним потоком направилися до Харкорт-роуд і різом пішли назад до Адміралтейства[джерело?].
Ці протестувальники перейшли дорогу, щоб врятувати протестувальників пригнічуваних поліцією з іншого боку дороги. Поліцейські сили були тоді в «анти-оточенні» і були змушені ганебно відступити. В 4:20 вечора, дві одиниці альянсу протестних рухів на Харкорт-роуд, розташувалися на постійній окупації Адміралтейства[джерело?].
Громадська окупація поширилася від Харкорт-роуд, коли настав вечір. На західній стороні, громадяни розпочали окупацію на Коттон Трі Драйв, Квінсвей в центральній артерії Коннаут та Чатер Роад. На східній стороні, активні громадяни виходять зі станції метро Ван Чай і починають збиратися на Лохарт Роад, Фенвік-стріт і Фенвік Паєр стріт.

#### Сльозогінний газ

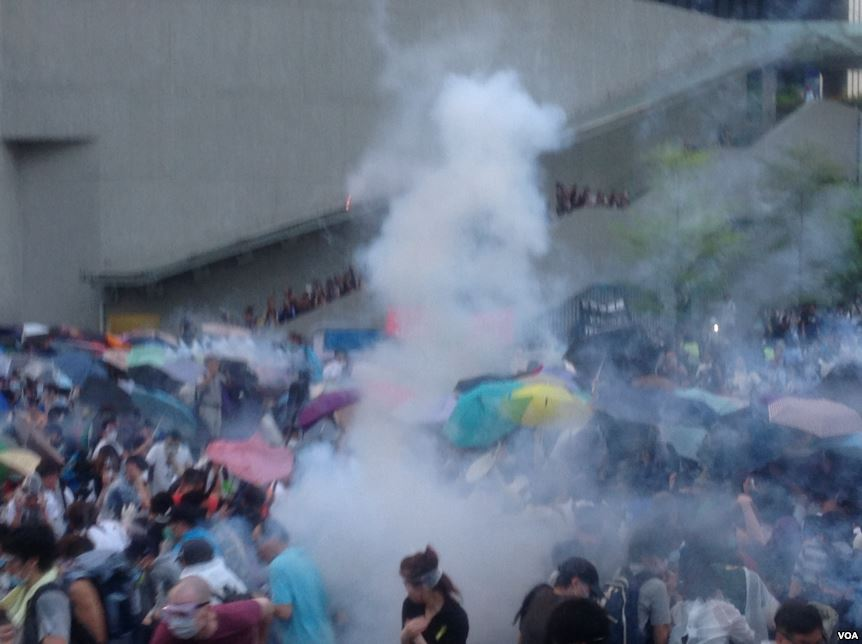
Факт застосування сльозогінного газу по протестувальниках за межами штаб-квартири уряду

Напруженість на стику Тім Мей-авеню і Харкорт-роуд продовжувала рости після декількох сутичок, які закінчили тим, що був використаний висококонцентрований перцевий аерозоль. З настанням ночі на неділю, озброєні омонівці розширили свю територію поступово від Ваньчаю до Адміралтейства. Було багато протестувальників і глядачів, що стояли на пішохідних мостах, і кричали луною «Біжи! ОМОН йде! Біжи!». Коли поліція просувалася в бік Центральної частини та Шенг Ван, співробітники поліції розгорнули чорний банер з написом «УВАГА, сльозогінний ДИМ». В той момент, попри відсутність будь-яких сутичок, були розпочаті постріли сльозогінним газом, і протестувальники поспішно розподілили маски і пляшки води між собою. Перші газові каністри сльозогінного газу спорожніли на рівні близько 6 вечора 28 вересня 2014 року, до кінця дня, поліція сказала, що вони звільнили 87 балонів сльозогінного газу. Сльозогінний газ спричинив навіть більший гнів, коли гонгконгці бачили усе це свавілля влади через соціальні мережі і більше громадян негайно вийшли на вулиці, вливаючись у ряди непокірних.
Потім поліція Гонконгу не використала сльозогінний газ, бо цього дня відбувалися протести антиглобалістів 2005. Тоді громадськість Гонконгу насамперед виступала як глядачі в рамках баталій. Ці протести мали участь офіцерів, які боролися з бойовиками південнокорейських протестувальників під час міністерської конференції Світової організації торгівлі.
У соціальних мережах продовжують поширюватися чутки, стверджуючи, що Народно-визвольна армія Китаю (армія центральної влади) готова до розгортання з метою кривавого придушення усіх активістів. «HKFS» та «Scholarism» оголосило про відступ, бо як вони вважають, поліція вже застосувала гумові кулі. Але вони відмовилися підтвердити цю інформацію під час інтерв'ю. Крім того, поліція раніше відхиляла цю чутку.
Почувши цю заяву, сотні студентів побажали відступити. Між тим в Центральній частині міста, ОМОН почав натискати на їхню оборонну лінію в сторону Адміралтейства, випустивши величезні обсяги сльозогінного газу «для попередження». Протестувальники відступили до Адміралтейства. Деякі інші протестувальники відступили і встановити нові оборонні цитаделі по Дорозі затоку і Монг Кок. Використання сльозогінного газу було визнано Кампанією проти торгівлі зброєю виробленою Chemring Group.

### 29 вересня

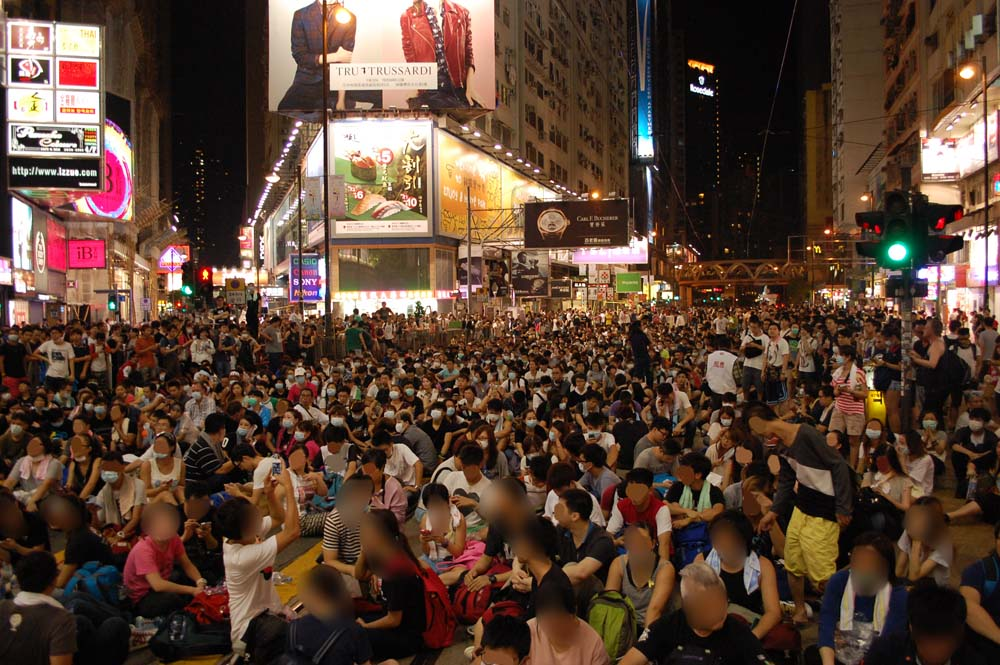
Протестуючі почати сидячий страйк біля опівночі на Дорозі в затоку

Із закриттям Адміральної станції і через використання сльозогінного газу в Адміралтействі, протести поширилися на інші частини міста, в тому числі: Ван Чай, Каусевей Бей, Монг Кок, та університети. На світанку після ночі сльозогінного газу, протестувальників, які залишилися в області громадянської окупації значно зменшилося. Проте, поліція змінила свою стратегію, полегшило свій рівень захисту; деякі переговорні кадри поліції були на ділянках окупованих народом, щоб вести переговори з протестувальниками, закликаючи їх покинути територію. Представник поліції заявив, що сльозогінний газ був застосований 87 раз, 89 протестувальників були арештовані, 41 отримали поранення, 12, з яких були поліціянти.

### 30 вересня
Протести організуються переважно із соціальних мереж. Побоюючись, що мережі мобільних телефонів можуть бути відключені урядом, протестувальники звертаються до FireChat, додаток, який спирається на Wi-Fi і Bluetooth для передачі повідомлень у шлейфовому стилі. Міха Беноліел, генеральний директор Open Garden (розробник FireChat) заявив, що вони мали величезний сплеск завантажень з Гонконгу, а більш ніж 100 000 нових облікових записів, створені менше ніж за 24 години. Використання цієї програми вже було під час акцій протесту у Тайвані та Ірані на початку року, але ніколи раніше в таких величезних масштабах у настільки стислий відрізок часу. Це світовий рекорд. Деякі українські експерти вважають, що акції протести у Гонконзі пов'язані з Україною і мають багато спільного з Майданом.
Демократичний Тайвані також підтримав акцію протесту в Гонконзі, а у столиці Тайваню — Тайбеї кілька десятків тайванців зібралися біля будівлі представництва Гонконгу, де організували сидячий страйк. Таким чином вони висловили солідарність з маніфестантами, які вимагають демократичних виборів. До них вийшов керівник офісу:
Я дуже добре розумію вимоги студентів. Я доповім про це нашому уряду в Гонконзі.
Особисту підтримку демонстрантам в Гонконзі висловив у понеділок і президент Тайваню. У свою чергу, студенти-протестувальники у Гонконгу неодноразово підтримували протести у Тайвані проти ратифікації торговельної угоди з материковим Китаєм.

### 1 жовтня
1 жовтня у Національний день Народної Республіки Китай, Джошуа Вонг і кілька членів «Scholarism» взяли участь у церемонії підняття прапору на площі Цзіньцзицзін. «Scholarism» обіцяв не виголошувати жодних гасел і не робити жодних жестів під час підняття прапора. Замість цього, студенти відсторонилися від прапора, щоб показати своє невдоволення. «Scholarism» пустили на площу без обшуку всього тіла, що було незвично, оскільки такі процедури проводилися охоронцями і поліцією на церемонії підняття прапора у 2013 році. Інші протестувальники скандували гасла з проханням Люн піти у відставку.
Багато вчених добровільно дали публічні лекції на окупованих сайтах.

### 2 жовтня
Офіційна редакція Комуністичного Китаю урочисто зачитує середу на державному телебаченні, що усі мешканці Гонконгу повинні підтримувати владу в її зусиллях з «рішучого розгорнутого поліцейського виконання» і «відновленні громадського порядку в Гонконзі якнайскоріше.» Комуністична партія запустила про «неуявні наслідків», якщо протести зберігаються. Фактично, комуністична влада закликала провладних (про-комуністичних та лояльних) мешканців мегаполіса до протидії про-демократичним активістам.
2 жовтня 2014 року, комуністичний Пекін призупинив усі візи для групових турів в демократичний Гонконг.
Шкідливі програми у вигляді фішингу масово заражають електронні пристрої протестувальників, нібито для спостереження за ними (як каже комуністичний уряд), що, імовірно, насправді є шкідливим програмуванням і вірусами групи про-комуністичних активістів «Code4HK» або від китайських спецслужб.
Відомий російський журналіст Ілля Варламов, який зараз знаходиться в революційному Гонконзі, запостив у свій Твітер фото, на якому зображені плакати китайських активістів з українськими гаслами. На одному з таких плакатів зроблено напис російською мовою «Слава Украіне». У коментарі до фото Варламов написав «Листівка Києву».
Протестувальники висунули ультиматум — голова місцевого уряду мусить піти у відставку, при невиконанні якого, погрожують захопити урядові будівлі. Влада вже активно готується до захоплення і вносить до урядових споруд зброю, а також натравлює на мітингувальників тітушок.

### 3 жовтня
Групи демонстрантів продовжують блокувати головний урядовий комплекс у Гонконгу в центральному районі Адміралти, паралізувавши його роботу.
Голова місцевої адміністрації Лян Чжэньин відмовився йти на поводу у маніфестантів і йти у відставку. У той же час він доручив своєму заступнику — головному секретарю, людині «номер два» в уряді Керрі Лам якомога швидше вступити в діалог з лідерами протестного руху. Вітаючи початок переговорів, студенти зайняли вичікувальну позицію. Минула ніч видалася спокійною і пройшла без конфронтацій.
Як і очікувалося, заклики для жителів Гонконгу «сприяти наведенню ладу і поліції» комуністичної Китайської влади призвели до конфронтації. Як повідомляє Euronews, поки мітингарі займають позиції біля будівлі уряду, у місті з‘явився своєрідний «Антимайдан». Група людей з блакитними стрічками винуватить протестувальників у завданні шкоди економіці найбільшого фінансового центру Азії. Тим часом біля будинку уряду Гонконгу протестувальники спорудили композицію з парасольок, що стали символом гонконзького протесту.
Лідери масової акції протесту в Гонконзі загрожують бойкотувати переговори з владою після серії нападів на демонстрантів з боку агресивно налаштованих опонентів. Зокрема, у торговельному районі Мон-Кок організовані групи молодих людей зірвали намети протестувальників і почали бійку. Поліції вдалося розняти учасників бійки, взявшись за руки і збудувавши таким чином живий ланцюг між протиборчими таборами. Лідери протестного руху вважають, що за організованими нападами стоять представники влади, і заявляють, що надалі уряд має утриматися від подібних нападів, інакше переговори не відбудуться.

### 4 жовтня
У відповідь на критику «контр-демонстрантів», що носять «блакитну стрічку», які ніби-то пройшли на підтримку поліції, протестувальники просять, щоб поліція не відповідала з надмірної силою в порівнянні з тактикою заворушень у 1967 році Патрік Ko звинуватив протестувальників у подвійних стандартах тактики поліції. Протестувальники Occupy Central скаржаться на надмірне застосування сили проти них поліції на початку тижня, але «продовжують запитувати, чому поліція не дотримується закону, для захистити протестувальників Occupy Central.» Він припустив, що, якщо поліція брала в увагу закон, протестувальники були б виселені з вулиць, які були окупованими насамперед. Інший представник «анти-окупай» Чан Чин-сум стверджував, що «займати дороги — немає нічого спільного з демократією. Це знищує повсякденне життя людей Гонконгу.»
Протягом дня, поліція спробувала тримати «окупантів» і «анти-окупантів», що займають різні табори і відокремити їх, і неодноразово просили анти-окупантів, а також глядачів, щоб ті пішли, коли суперечки між двома таборами ставалися. Невелика бійка сталася навколо протестів у 1 та другій половині дня, але була зупинена поліцією. Барикади і намети були знову зведені рано вранці і їх займають протестувальники.
У другій половині дня, виконавчий голова Леунг Шун-ін наполягав, що урядові будівлі і школи, постраждали від Occupy Central мають відновити діяльність у понеділок.
Колишній депутат демократичної партії Чеунг Maн-Квон заявив, що Occupy Central — це в «дуже небезпечна ситуація», і закликав їх «сісти і поговорити, щоб уникнути трагедії.» Федерація студентів зажадала, щоб уряд пояснив події попередньої, вночі до продовження переговорів в своїй заяві, що прийняло вичікувальний підхід. Федерація студентів заявила, що вони б могли зайняти вулиці в різних кварталах, в тому числі і Монг Кок і Козвей-Бей, на відміну офіційної заяви організатора, якого звуть Бенні Тай, щоб протестувальники звільнити Монг-Кок.
Про-демократична партія провела прес-конференцію з критикою реагування поліції на попередні події в ночі, звинувачуючи її в тому, що та організувала напад за участю «Тріади» (гонконзької мафії). Вони також розкритикували поліцейську присутність як недостатню для забезпечення захисту від «анти-окупантів». У відповідь секретар з безпеки Лай Дун-Квок відкинув звинувачення проти поліції і пояснив причину не застосовання сльозогінного газу, «не тому, що там були анти-окупанти», а тому, що «є різниця в географічному середовищі». Поліція далі звинуватила протестувальників через зведені барикад, які запобігають надходженню підкріплення на місця, коли виникають сутички з анти-окупантами.

### 5 жовтня
У Адміралтействі, ще з вечора громадяни Гонконгу збираються на мітинг проти насильства. Деякі протестувальники займаються творчістю прямо посеред протестів. Китайські та гонконзькі студенти продовжують влаштовувати міні-акції підтримки протести у місцях навчань ЄС, Америки та інших частинах світу. Вже існують комікси про цю революцію, де зображується поліція, яке в одному місці ловить анти-окупантів — тітушок, а у іншому випускає, щоб вони знову йшли бити активістів. Вночі, активісти, які лишилися після мітингу проти насилля, лягають спати прямо на дорозі в районі Адміралтейства. Але в іншому місці поліція почала відтісняти протестувальників у торгового центру «Лангхем плейс» в Монгкоці.

### 6 жовтня
Конфлікт між «Occupy» та «anti-Occupy» груп продовжувався в неділю, але був меншим ніж напередодні. В обидва дні, ставалася плутанина серед протестувальників і деякі з груп протестувальників не погодилися на те, чи слід ООН-займаютися Лунг Во-роуд в Адміралтействі і Монг Коку.
Класне навчання відновилося 6 жовтня в відповідності з оголошенням напередодні, попри спонукання з боку голови партії People Power Еріки Юн займати Квінсуей щоб запобігати поновленню класному навчанню. Близько 4-ї ранку у Адміралтействі лишилося не більш 50-60 протестувальників

### 1 лютого 2015
1 лютого 2015 року у Гонконгу пройшли нові акції протесту. На вулиці вийшло близько трьох тисяч протестувальників ABC News повідомив, що вимоги у демонстрантів колишні — демократичні вибори. Організатори пообіцяли, що акції будуть мирними. Учасники маршу несли жовті парасольки, які стали символом Occupy Central. Очікувалося, що на вулиці вийде близько 50 000 осіб.

## Інтернаціональна реакція

### Організації
- — Генеральний секретар Пан Гі Мун через прес-секретаря Стефан Дуджаррік сказав, що Пан «розуміє, що це внутрішня справа, але настійно закликає всі зацікавлені сторони, вирішити будь-які відмінності в манерах, які є мирними та гарантують демократичні принципи.»[78].
- Всесвітній уйгурський конгрес — Президент Ребія Кадір сказав, що протести в Гонконзі «дуже надихають», щоб Синьцзян, і «якщо Гонконг виграє, це піде на користь уйгурам, а потім уйгури можуть зміцнити свій власний рух»[79].
- Європейський Союз — ЄС висловив заклопотаність у четвер через демонстрації у Гонконзі і закликав усі сторони зберігати спокій, а як крайній вихід для протестуючих мати готовність лідеру острова піти у відставку. "Ми були стурбовані подіями в Гонконзі і уважно стежимо за розвитком подій, " — сказав прес-секретар дипломатичної служби ЄС. «У світлі триваючих демонстрацій, ми вітаємо стриманість, виявлену обома сторонами. Ми закликаємо всі сторони продовжувати проявляти цю стриманість.»[80].

### Країни
- — Уряд Австралії опублікував поради про поїздки, рекомендуючи австралійцям уникати протестні місця в Гонконзі і розробити альтернативні туристичні маршрути по місту[81][82], в той час як прихильники демократії по всій Австралії провели демонстрації на знак солідарності з протестувальниками Гонконгу Hong Kong Occupy Central, в тому числі в Брисбені, Мельбурні та Сіднеї[83].
- КНР — офіційний Пекін назвав виступи «незаконними» і застеріг Захід від втручання[84] Китай заявив, що вони будуть рішуче протидіяти будь-якій іноземній державі за використання будь-якого способу, щоб втручатися у внутрішні справи Китаю[85]. 28 вересня МЗС Китаю направив лист дипломатів в Гонконг, заявивши, що, «Для забезпечення безпеки всього консульського персоналу та іноземних громадян, які проживають в Гонконзі, ми сподіваємося, все Генерального Консульства-в Гонконзі буде строго дотримуватися Віденської конвенції і відповідними місцевими законами і правилами Гонконга, стримувати поведінку своїх консульських співробітників, і консультувати своїх громадян, які проживають в Гонконзі, щоб триматися подалі від місць зборів і „Occupy Central“, таким чином, щоб уникнути порушення закону і задля їхньої власної безпеки та інтересів»[86].
- Росія — державні російські ЗМІ кваліфікували протести як чергову кольорову революцію й вже традиційно звинуватили в її організації уряди США та Великої Британії[87][88][89][90][91].
- — Офіс Канадського Міністерства закордонних справ висловив ноту, що Канада «підтримує демократичний розвиток в Гонконзі і вважає, що тривала прихильність до системи політики „Одна країна, дві системи“ сприяє і продовжує відігравати важливу роль для стабільності і процвітання Гонконгу». Крім того, йдеться в повідомленні міністерства, що Канада «підтверджує свою підтримку реалізації загального виборчого права для обрання глави виконавчої влади в 2017 році і всіх членів Законодавчої ради в 2020 році, відповідно до Основного закону та демократичних устремлінь народу Гонконга»[92].
- — МЗС Франції у вівторок сказало, що це буде «уважно стежити» за вуличними демонстраціями в Гонконзі і підкреслив право протестувальників марширувати мирно. «Ми уважно стежимо за розвитком ситуації, і ми підтверджуємо нашу прихильність до права проводити мирні демонстрації», сказав прес-секретар МЗС Ромен Надаль на прес-конференції[93].
- — МЗС Італії випустило заяву рано у вівторок, заявивши, що «після того, що сталося і відбувається в Гонконзі, ми стежимо з увагою» і також «сподіваємося, що місцева та китайська влада, в особі мирних вимог багатьох молодих людей і громадян, проявлять мудрість і вміння слухати». Міністерство також виступає за «спільне вирішення, яке також відповідатиме на законні сподівання тих, що просять поважати Конституцію Гонгконгу, прийняту в 1997 році»[94].
- — Уряд Японії, в обличчі генерального секретаря кабінету міністрів Хіросіге Секо сказав на прес-конференції, "демократичний Гонконг, який є успішним та стабільним, буде відігравати надзвичайно важливу роль для країн Азіатсько-Тихоокеанського регіону, включаючи Японію. Ми сподіваємося, що Гонгконг зможе зберегти свою вільну і відкриту систему під (принципом) «одна країна, дві системи»[95].
- — Сінгапур випустив попередження для громадян про ці події[82].
- — Президент Тайваню Ма Ін-цзю сказав: «Тайвань є єдиним місцем етнічно китайського суспільства, де ми здатні практикувати демократію. Ми стурбовані подіями в Гонконзі. Ми дуже стурбовані тим, як це вплине на майбутнє Гонконгу, а також міжнародний імідж Китаю. Гонконг вже став світовим фінансовим центром. Будь-яка політична турбулентність матиме значні наслідки для її економічного розвитку.»[96]. Прогресивна демократична партія Тайваню випустила для читання звітності, «Стоїмо міцно з демократами Гонконгу, права людини і свободи є універсальними цінностями, на які люди мають право. „DPP“ повністю підтримує народ Гонконгу в їхніх прагненнях… цих цінностей в день 28-ї річниці ДПП, ми бачимо, що люди Гонконгу борються за демократію, що вони по праву мають право на це більше, ніж просто як історичне збіг — це було неминуче за останні кілька років. Ми бачимо народ Гонконгу мобілізувався знову, щоб знову боротися за загальне виборче право і справжні демократичні свободи. Прикро, що вони отримали насправді замість непоступливої версії „одна країна, дві системи“ і виборчий закон клітки для птахів, який зробив посміховисько з того, що народ Гонконгу очікував насправді».
- — Велика Британія заявила, що стурбована важкою ситуацією в Гонконзі, і що уважно стежить за подіями. Прем'єр-міністр Девід Кемерон заявив у вівторок, що він був глибоко стурбований зіткненнями в Гонконзі між поліцією і тисячами продемократичних протестувальників. Він сказав, що почувається глибоко зобов'язання, бо Велика Британія надавала суверенітет Гонконгу. «Коли ми досягли угоди з Китаєм, були деталі цієї угоди про важливість надання гонконгцям демократичного майбутнього в цих двох системах Китаю, що ми жили з тими китайцями, тому, звичайно, я глибоко занепокоєний, що відбувається і я сподіваюся, що це питання може бути вирішене», сказав Кемерон.[85][97] Заступник прем'єр-міністра і Голова домінуючої Ради Нік Клегг написав про підтримку протестів і визнав незмінну прихильність Великої Британії до китайсько-британської спільної політичної декларації «одна країна, дві системи». Міністерство закордонних справ закликало Гонконг обстоювати права громадян країни, щоб продемонструвати, і заявило, що найкращий спосіб гарантувати ці права — перехід до загального виборчого права[98][99].
- — представник Білого Дому Джош Ернест сказав: «Сполучені Штати підтримують загальне виборче право в Гонконзі згідно з Основним законом, і ми підтримуємо сподівання людей Гонконгу. Ми віримо у відкрите суспільство, з максимально можливим ступенем автономії і забезпеченням верховенства закону, що має важливе значення для стабільності і процвітання Гонконгу». Переконливо далі заявив, що позиції голови виконавчої влади в Гонконзі буде приділено більше довіри, якщо люди могли б вільно вибирати своїх кандидатів для роботи у верхівці влади.[100][101].
- — Прес-секретар Міністерства закордонних справ комуністичного В'єтнаму Ле Хай Бінь сказав, що це «внутрішня справа Китаю.»[102].

## Реакція світової громадськості

### Мітинги та клопотання
Акції на підтримку протестів відбулися в місцях, таких як: Ванкувер, Лос-Анджелес, Нью-Йорк, Лондон, Перт, Канберра, Сідней, Мельбурн, Куала-Лумпур, Париж, Дублін, Сієтл, Окленд, Копенгаген і Стокгольм. Група людей в Фергюсонні тримали плакати на китайській мові, щоб висловити свою солідарність з гонконзькими демонстрантами під час клопотання в Австралії та у білому домі закликаючи підтримати протести зібравши понад 500 і 183 000 підписів відповідно. Крім того, тайванці проявили солідарність до протесту зібравшись в Тайбеї і, як повідомляється, побилися з тайванськими поліцейськими після витіснення торгового представництва в Гонконзі у Тайвані.

### Громадська думка стосовно дій поліції

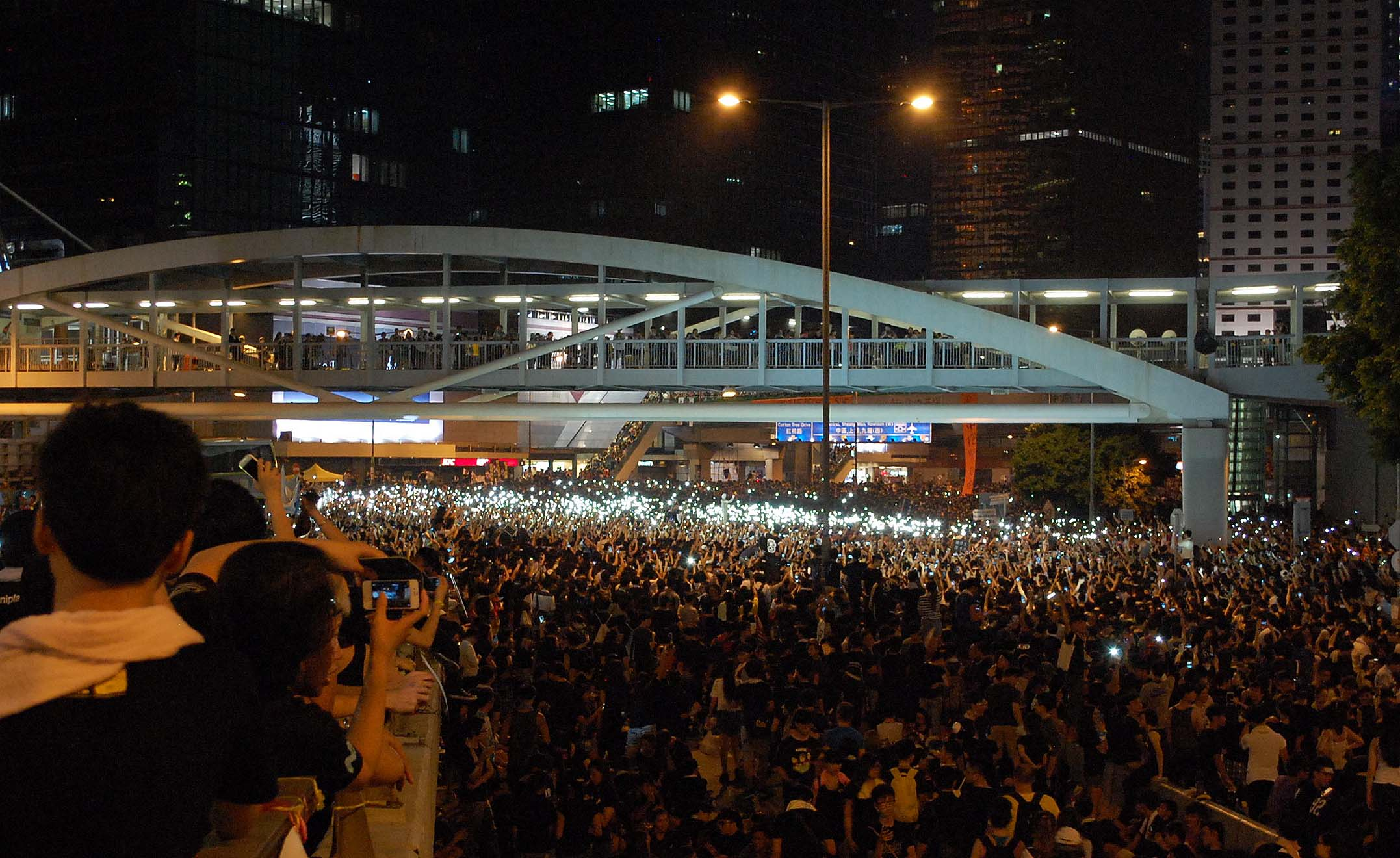
«Запалена свічка» відбувається за допомогою мобільних телефонів

Директор Hong Kong Human Rights Monitor Лав Юк-кай був незадоволений насильством з боку поліції, вважаючи, що студенти тільки увірвалися в Сивік-Сквер, щоб сидіти мирно, без намірів знищити урядові приміщення. Він поставив під сумнів мобілізації ОМОНу в той час як протестувальники не влаштували ніякого конфлікту, і використання кийків не було мінімальним на насилля протестувальників, як поліція заявила, тому кийок може серйозно нашкодити протестувальникам. 27 вересня в другій половині дня, Алан Леонг Ках-кіт з громадянської партії зачитав уголос на сцені поза Центрального урядового комплексу заяву, підписану пан-демократами. У заяві було написано, що поліція здійснила непотрібні насильства щодо протестувальників 26 вересня ввечері, коли студенти тільки намагалися зайти у Сивік-Сквер, без насильницьких дій. У заяві також пролунав заклик до уряду звільнити всіх студентів. Президент Китайського університету Гонконга студентського союзу Томмі Ченг Сау-інь сказав, що на студентів дійсно були підняті руки, а управління натовпом було добре організовано. Він також піддав критиці напад міліції на громадян.
Заступник директора Комітету Основного закону Елсі Леунг не думає, що поліція застосувала надмірне насильство, і вважає, що провал діалогу між студентами та Головним виконавчим не виправдають рейд на Сивік-Сквер. Леунга і раніше критикували за роботи на інтереси китайського уряду. Прес-секретар Асоціації молодших співробітників поліції також думає, що заходи поліції, для відновлення порядку були розумними, і висловив жаль стосовно раптової ескалації мирного зібрання під час рейду. Секретар з безпеки Лай Дун-Квок зазначив, що поліція зачистила рух стримано, починаючи зачистку, коли неодноразові попередження не дали результату. Члени «Defend Hong Kong Campaign» зібралися на станції MTR Адміралтейства для збору і демонстрацій на підтримку поліції, критикуючи HKFS і Scholarism за спробу пробитися в Сивік-Сквер. Законодавча рада у обличчі Голови Цанг Йок-сінг схвалила напад на Центральний урядовий комплекс. Він не погодився, що поліція була надмірно жорстокою, кажучи, що вони не використовували перцевий аерозоль незаконно. Китайська Генеральна торгова палата випустила заяву, висловивши жаль стосовно насильницького повороту подій і підтримує зусилля поліції з підтримання соціальної стабільності.

### Материкові китайські ЗМІ
Газета Global Times, що вважається про-Пекінською, заявила, що радикальна діяльність була «приречена» і що китайський уряд не піде на жодні поступки щодо політичного майбутнього Гонконгу. В стаття припускається, що Народна збройна поліція і воєнізовані сили Китаю сприятимуть поліції Гонконгу в придушенні протестів. Стаття була пізніше вилучена. Відділ пропаганди китайського уряду наказав усім сайтам видаляти будь-яку інформацію про протести.
Огляд випущений 29 вересня у People's Daily, Офіційна газета уряду Китаю, припустила, що організатори гонконзьких протестів копіюють свою тактику прихильників незалежності Sunflower Movement в Тайвані. Там стверджувалося, що організатори першого шукали підтримки у Сполученого Королівства та Сполучених Штатів, а потім запросив лідерів «соняшникового руху» в Гонконг, щоб вони поділилися своїм досвідом боротьби.
People's Daily заявив в першій смузі коментарів 4 жовтня, що «протести можуть призвести до загибелі і поранень і інших тяжких наслідків».
5 жовтня Бао Тонг, найстаріший китайський чиновник ув'язнений за протести 1989 року, сказав, що демонстранти повинні «взяти паузу» і відпочити в довгостроковій перспективі боротьби за загальне виборче право.

### Іноземні ЗМІ
Інцидент привернув увагу європейських та американських ЗМІ після оформлення та арештів за межами Центральний урядового комплексу. BBC повідомляє, що поліція Гонконгу розігнала захисників демократії. На думку лідерів з «Occupy Central», поліція застосувала перцевий аерозоль і непотрібне насильства щодо протестувальників без попереднього попередження. Британські ЗМІ ще раз підтвердили, що сльозогінний газ і поліцейські кийки були використані проти демонстрантів. Крім того, CNN випустила репортаж вказуючи, що поліція напала з перцевим аерозолем на протестувальників, які тільки намагалися перейти до Центрального урядового комплексу, і що кілька десятків мирних студентських лідерів протестувальників на Сивік-Сквер були арештовані, щоб подавити організацію протесту.
Міжнародна усвідомлення того, що відбувається, поступово збільшується, і сам рух складається в структурованіший вигляд, навіть з власним логотипом для протесту. Парасолькова революція — символ, який став загальним з Twitterу по всьому світі.
В Україні ТСН.ua та liveuamap.com запустили спільний проєкт — hongkong.tsn.ua — на підтримку Революції парасольок. Місія проєкту hongkong.tsn.ua — розповісти українцям про революцію в Гонконзі. Там збирали інформацію із соціальних мереж і додавали на мапу. За допомогою проєкту можна було реальному часі слідкувати за подіями в Гонконзі очима людей, які знаходились на площах міста та аналізувати історію зіткнень. Система працювала в автоматичному режимі.

### Anonymous
Міжнародна хакер-група Anonymous опублікувала відео-попередження на сайті «News2Share» до уряду з Гонконгу 1 жовтня, оголосивши про участь в Операції Гонконг, засуджуючи використання поліцією сили в поточних протестах. Група хакерів заявила, що вона підтримує боротьбу протестувальників за демократію та пообіцяла урядові, що якщо протестувальники далі будуть зазнавати шкоди або утисків, вони нападуть все Web-активи, в тому числі уряду Гонконгу, але не обмежуючись атаками державних сайтів, схопивши державні бази даних, будуть відпускаючи особисту інформацію урядових чиновників. «Anonymous» заявило, що настав час для демократії для народу Гонконгу, і засудив поліцію за заподіяння шкоди громадянам, бо вони йдуть проти них, замість того, щоб захистити громадян від комуністичної влади.

## Логістика

### Товари
Протестуючі розмістити у Facebook, що бракує станції електропостачання (генератора). Таким чином, громадяни будуть швидко реагувати, приносячи необхідні ресурси. Загальними поставками були: парасольки, окуляри, вода, придатні для довгого зберігання продукти, і дощові куртки.

### Життєзабезпечення
Для вирішення дефіциту туалетів, деякі активісти створили імпровізовані туалети, встановивши намети, відмічені «WC» та «принесли свої власні великі пляшки з водою», для оснащення чорних мішків для сміття і туалетного паперу.

### Очищення
Деякі протестувальники добровільно прибирали вулиці після «ночі сльозогінного газу і перцевого аерозолю», розгону, щоб показати свій рівень цивілізованого протесту.

## Галерея

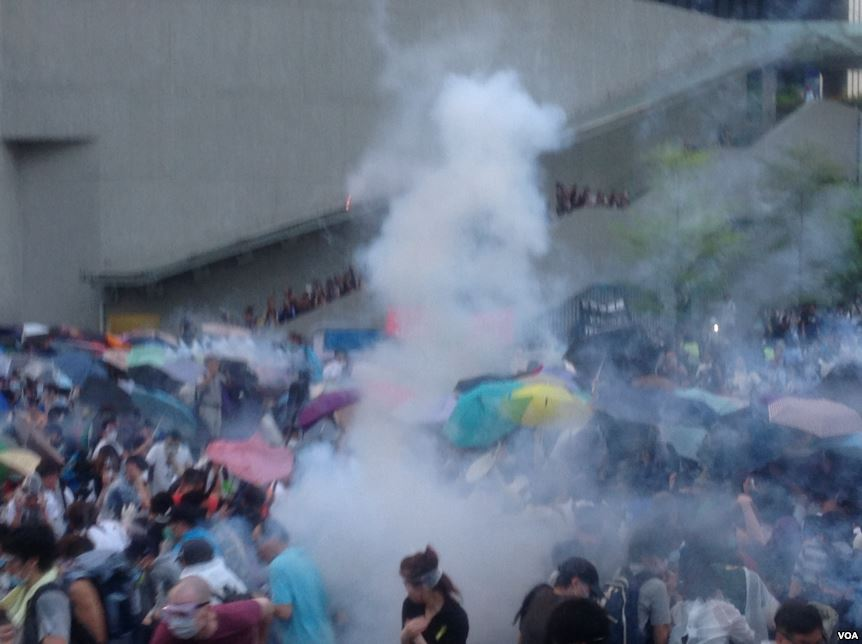
Сльозогінний газ проти демонстрантів
Протестувальники блокують головну магістраль міста
Парасольки як захист
«Сентрал» окупований
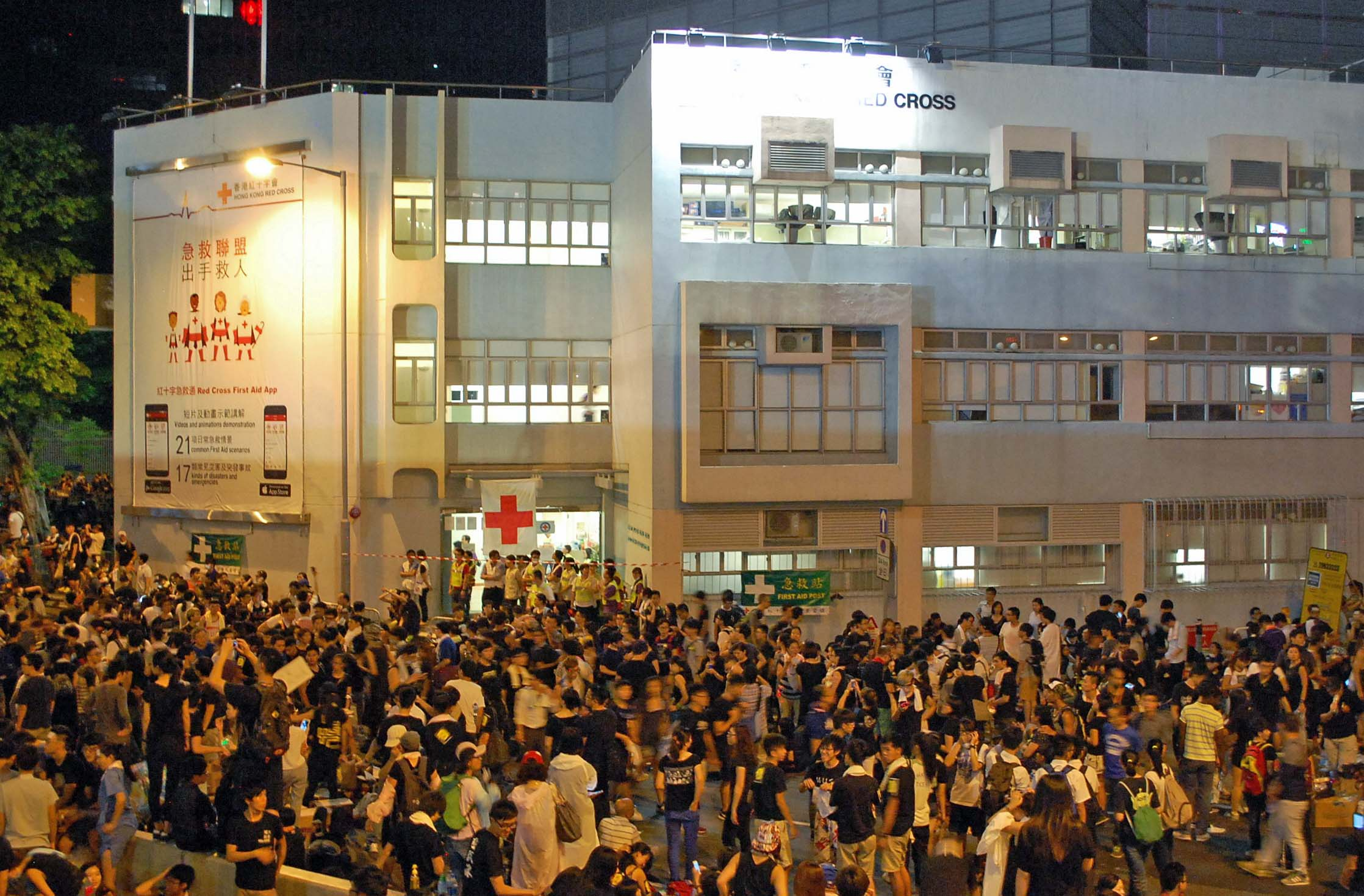
Волонтери від Червоного хреста надають допомогу
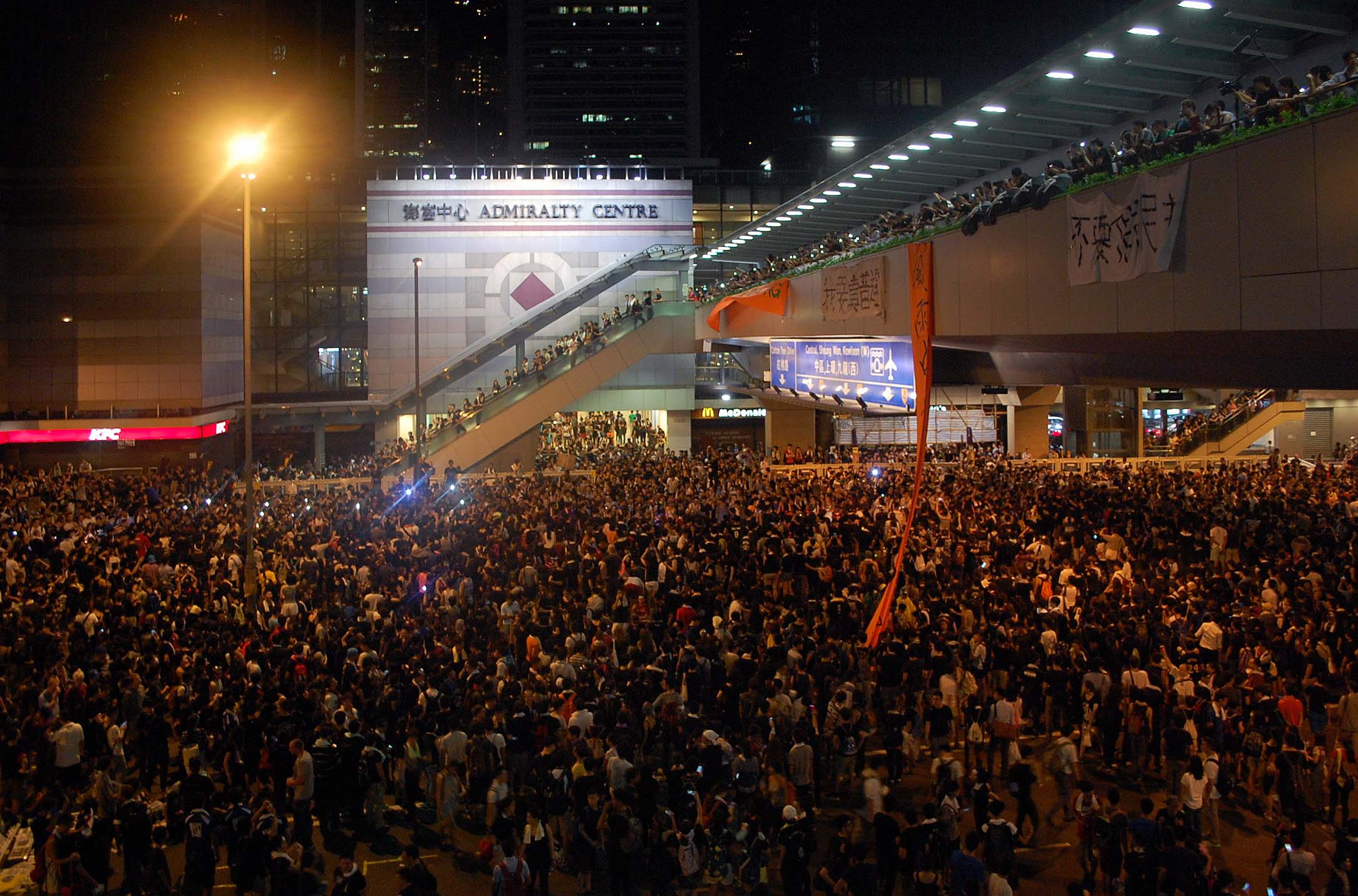
Протестувальники навколо «Едміралті сентер»
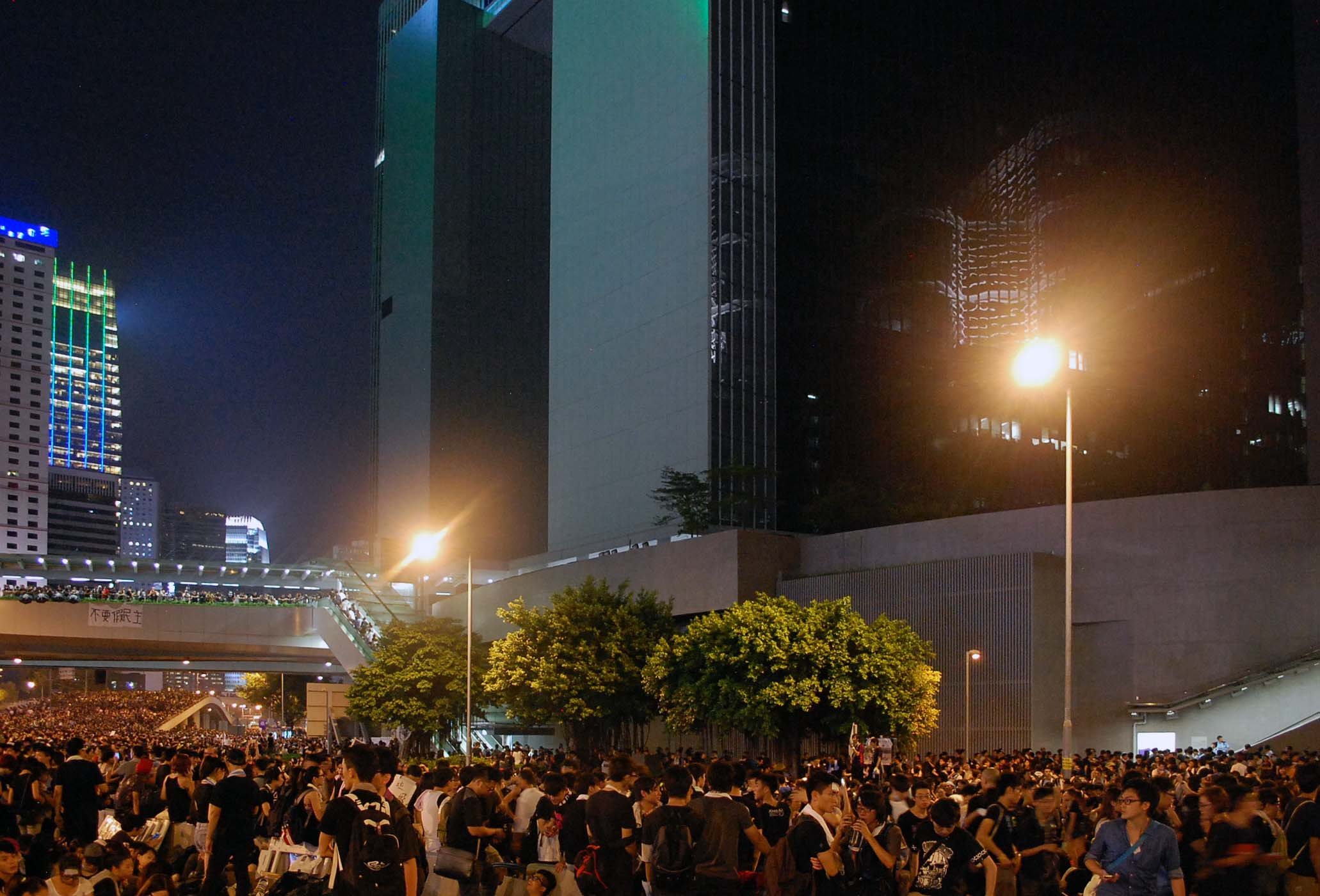
Протестувальники перед урядовим будинком
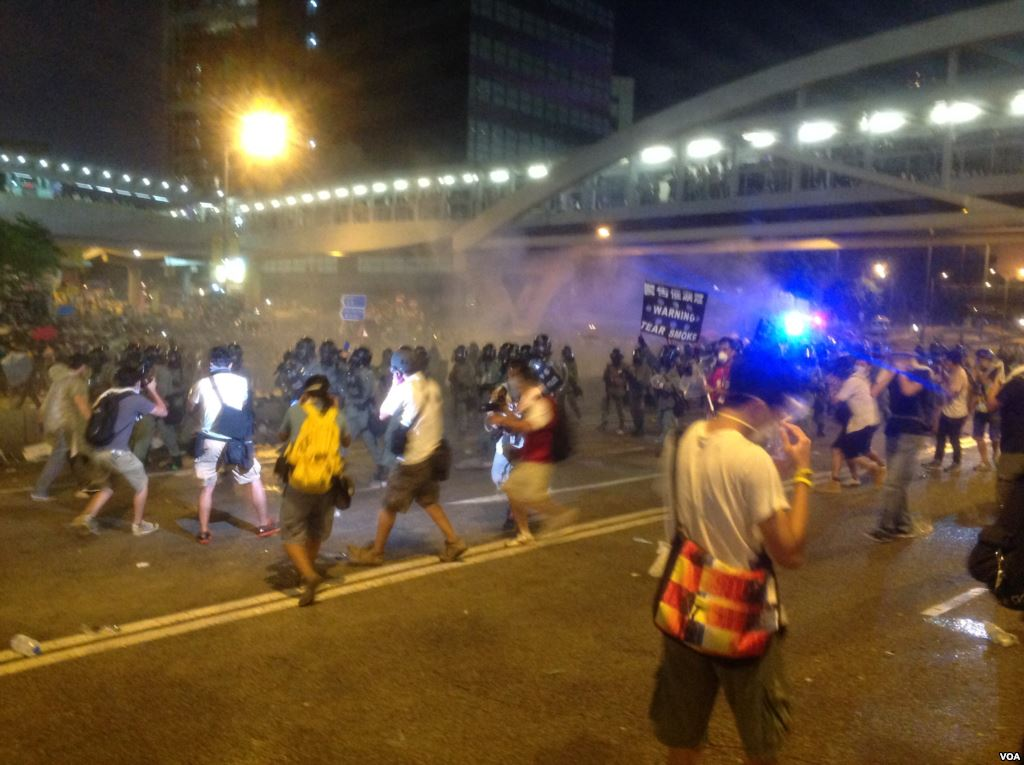
Поліція Гонконгу застосовує сльозогінний газ для розгону демонстрантів
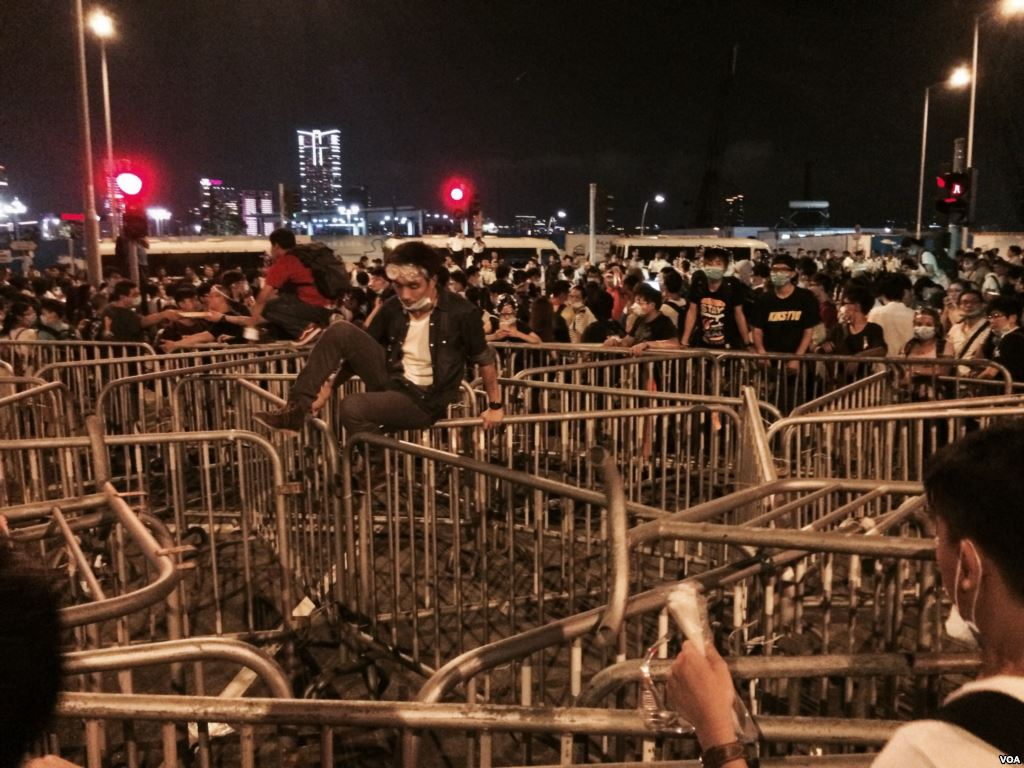
Демонстранти зводять огорожі
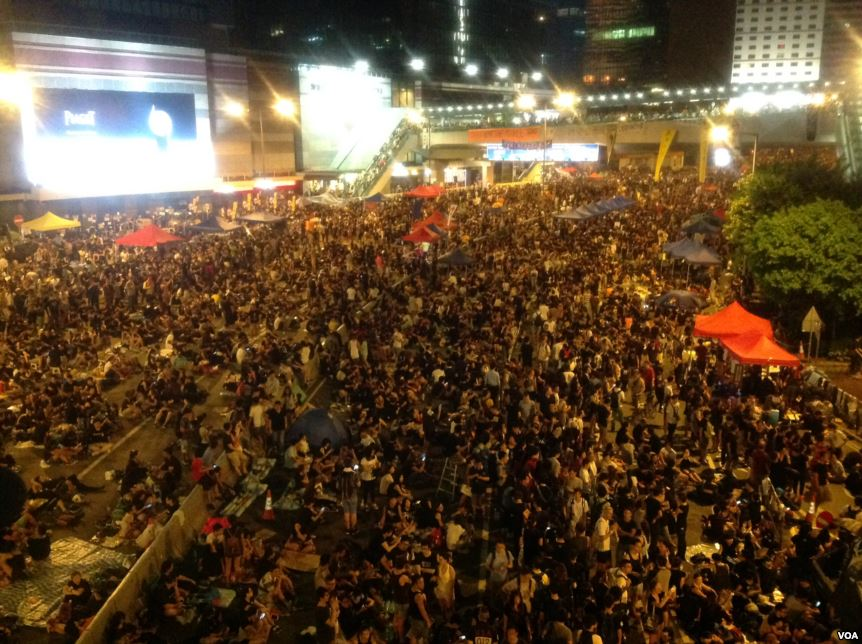
Наметове містечко, 1 жовтня